# Leptomys ernstmayri
Leptomys ernstmayri — вид гризунів із родини Muridae, названий на честь біолога-еволюціоніста Ернста Майра. Він зустрічається в горах Фоха в провінції Папуа, Індонезія, і в горах на північному сході Папуа-Нової Гвінеї.

## Морфологічна характеристика
Це гризун середнього розміру з довжиною голови й тулуба від 124 до 156 мм, довжиною хвоста від 132 до 171 мм, довжиною стопи від 33 до 42 мм, довжиною вух від 15 до 24 мм і вагою до 69 грамів. Шерсть м'яка, щільна, оксамитова. Верхня частина коричнево-коричнева, а черевна – сірувато-біла. Ноги білі. Хвіст довший за голову й тулуб, рівномірно коричнево-сірий, з білим кінчиком.

## Поведінка
Це наземний вид. Особин були відловлені в норах поблизу водних шляхів.